# 临江乡 (鄂州市)
临江乡，是中华人民共和国湖北省鄂州市华容区下辖的一个乡镇级行政单位。

## 行政区划
临江乡下辖以下地区：
黄柏山村、临江村、芦洲村、王埠村、粑铺村、崔汤村、大湖村、胡林村、黄岭村、龙潭村、马桥村、新安村和新港村。